# Lysekil
För andra betydelser, se Lysekil (olika betydelser).
Lysekil (uttal: lyse-shil) är en tätort och centralort i Lysekils kommun, i Bohuslän i Västra Götalands län. Beläget längst ut på Stångenäset, där Gullmarn och Åbyfjorden möts, har Lysekil haft en historiskt stark havs- och fiskeindustri. Staden ligger i norra Bohuslän, och är en av landskapets större tätorter.  
Lysekil påbörjades som ett fiskeläge vid nutida Norra Hamnen, i vad som idag omfattas av stadsdelen Gamlestan. Fiskeläget var från början norskt, är äldre än sillperioden år 1566–1587, och hade redan då en egen kyrka. Efter freden i Roskilde år 1658 blev Bohuslän och därmed Lysekil svenskt. Detta hade en negativ inverkan på lokalekonomin, då fraktfarten och handeln hårt begränsades. Det var inte förrän 1666 då stora sillfångster lät Lysekil bli en av de sex hamnar där sillpackning fick genomföras. Lysekil upplevde både Gyldenløvefejden, Danmark-Norges militäroperation för att tillbaka ta Bohuslän, samt en direkt inblick i Karl XII:s krig då norska fartyg besköts i området Norra hamnen, år 1712.
Vid mitten på 1800-talet blev Lysekil en kurort vid Carl Kurmans befallning. Senare sillperioder kom att dra in så pass mycket ekonomiskt välstånd att Lysekil blev stad och därmed fick stadsrättigheter år 1903. Under den senare halvan av andra världskriget blev Lysekil inblandat i hemlig kullagerexport till England i Operation Bridford. Detta tack vare den stora industri och kullagerverksamhet som fanns i Lysekil. År 1975 invigdes raffinaderiet Scanraff (nu Preemraff) som bidrog till en stor del av lokalekonomin. År 2017 var Lysekil en av platserna i Bohuslän där råolja påträffades i och med en oljetankerläcka i Kattegatt.
På senare år har Lysekil sett en markant ökning och anpassning för sommarturismen, bland annat en vitalisering av Norra hamnen från ett industriområde till ett bostadsområde med gästhamn, samt en kustpromenadsträcka i trä till Långevik. Sommarnäringslivet utgörs även av akvariet Havets Hus, restaurangerna NH5 och Publik, samt ett padelcenter och mindre butiker i Södra Hamnen. Förutom den viktiga turismen omfattas näringslivet också av bland annat fiskeindustrin, havsforskning genom Sveriges lantbruksuniversitets havsfiskelaboratorium, båtunderhåll hos diverse marinor och petrokemisk industri i form av raffinaderiet Preemraff. År 2018 meddelades planer för att konstruera en stor djuphamn i Lysekil, lett av två kinesiska företag. Djuphamnen skulle då bli nordens största, men projektet fick stark negativ kritik av både säkerhetspolitiska skäl på nationell nivå, bekymmer kring hur infrastrukturen och nya transportrutter skulle påverka naturen, samt de låga antalet jobb som hamnen skulle ge, då kinesiska företag, och i sin tur kinesisk arbetskraft, skulle konstruera hamnen. Planerna avbröts på grund av den överväldigande negativa kritik som riktades mot projektet.

## Etymologi
Ortnamnet skrevs 1578 Lusekijll. Det innehåller sockennamnet Lyse och kil är en biform till kile som här står för "vik". Namnet skrevs 1317 Lysa och kommer från kyrkbyn. Namnet innehåller ljus (lysa) och syftar på en fjord eller en bäck.

## Historia
Lysekil är beläget längst ut på Stångenäset, en halvö belägen mellan Åbyfjorden och Gullmarsfjorden. När Lysekil först bosattes är inte helt känt. Det har dock hittats arkeologiska fynd från Sandarnakulturen (8000–6000 år f.Kr) i Lysekils kommun. Stora mängder hällristningar från bronsåldern finns också runt om Brastad. Att det fiskeläget som idag är Lysekil är äldre än sillperioden år 1566–1587 framgår då fiskeläget hade egen kyrka och präst. Lysekil var då en del av Norge, men de flesta av köpmansbodarna var danskar år 1589. År 1645 uttogs en så kallad "kopf-skatt" (av tyskans kopf för huvud), enligt denna bodde då 82 vuxna personer i Lysekil. Av dessa var runt hälften strandsittare, och betalade då skatt till markägaren.
Lysekil blev som resten av Bohuslän svenskt efter freden i Roskilde år 1658. Detta hade en negativ inverkan på lokalekonomin, då den mycket lukrativa fraktfarten hårt begränsades, när de svenska myndigheterna förbjöd fraktfart från andra platser än städerna. All handel var också förbjuden utanför köpstäderna, men handel tros ändå ha bedrivits i Lysekil. Efter stora sillfångster år 1666 blev Lysekil en av de sex hamnar i länet där sillpackning och sillvrakning tilläts. En sillinspektör stationerades för att kontrollera sillens kvalitet, därefter fraktades sillen till antingen Marstrand eller Göteborg för att försäljas. Dock så avtog sillperioden redan 1675. Med undantag av de restriktionerna som drabbade sjöfart och handel så skedde ingen större förändring i Lysekil efter nationsbytet. Gyldenlövefejden, den Dansk-Norska planen att återta det tidigare förlorade Bohuslän, drog åter in området i krig. På olika håll i landskapet så gick både högre uppsatta och vanliga medborgare över till den Norska sidan, detta tycks dock inte har skett i Lysekil. Då Lysekil inte var en egen stad eller egen socken saknas statistik som ger inblick i levnadsförhållandena under denna period.
Fiskeläget fick en sällsynt direkt inblick i Karl XII:s krigsår, då den norske amiralen Peder Tordenskjolds fartyg blev beskjutna i Lysekils norra hamn år 1712. År 1717 kom Tordenskjold åter igen tillbaka, den här gången på ett linjefartyg som gick på grund utanför Gåsö. Från skeppet besköt man svenska ryttare som man iakttog inne på land. Det är oklart om några från Lysekil stupade i detta krig. Under kriget så fanns det ett visst danskt intresse för Lysekil, då historikern Fritz Lüsch påträffade en detaljerad karta över Lysekil på danska Rigsarkivet. I mitten på 1700-talet upplevde Lysekil en markant befolkningsökning. År 1750, genomfördes en folkräkning och 226 personer bodde i Lysekil, år 1760 steg siffran till 332 personer. Folkmängden nådde sin topp 1770 med 536 personer, och störtdök sedan ner till 1820 med 391 personer. Denna avfolkning avtog inte förrän 1830-talet. 1773 drabbades Lysekil av en brand där 23 av fiskelägets 80 hus brann ner. Vid 1700-talets slut var det så pass lite sill att utdelning av spannmål skedde i kustsamhällena i Bohuslän. Sillindustrin var så pass viktig att från 1749 till 1806 ökade befolkningen med 150 procent av det svenska genomsnittet.

Vid 1834–35 års riksdag väcktes förslag att anlägga en stad vid Lysekil, men ständerna ansåg köpingsrättigheter tillräckliga för det blomstrande fiskeläget, som erhöll sådana 1836. En av de ursprungliga delarna utgör idag stadsdelen Gamlestan intill Norra Hamnen.

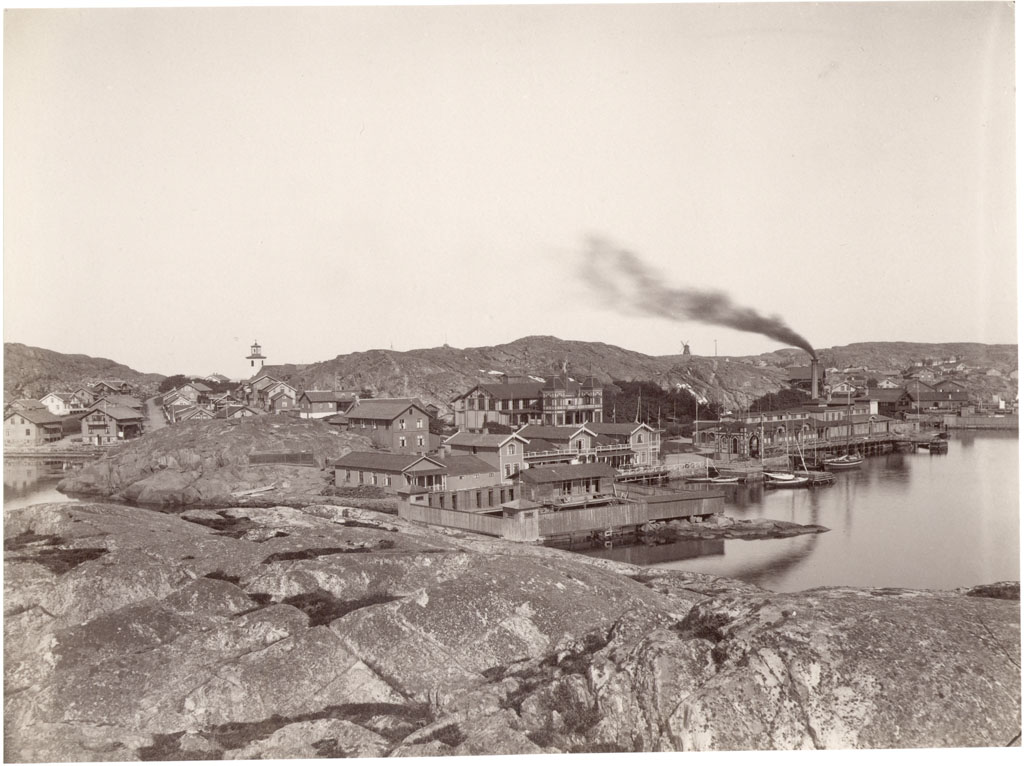
Fotografi av Lysekil från 1883.

Under 1800-talet senare hälft utvecklades Lysekil till en badort sedan Carl Curman fått i uppdrag att utveckla en badanläggning, Lysekils badinrättning och även Lysekil kallbadhus byggdes under 1860-talet. Han lät tillsammans med sin fru Calla Curman bygga Curmans villor, sommarhus i fornnordisk stil.  Curman var även en aktiv fotograf, och många av hans 1800-talsbilder från Lysekil finns idag publicerade på Flickr. Calla Curman var också den person som såg till att Stångehuvud - granitområdet längst västerut mot havet - blev naturreservat, då hon köpte hela området för att förhindra att graniten bröts ut och försvann genom stenhuggeriet. Den 1 april 1903 blev Lysekil stad och fick stadsrättigheter, vilket var av stor betydelse för köpingen Lysekil. Lysekil blev en så kallad stapelstad vilket innebar att man fick tillåtelse att idka handel med utlandet. Hundra år senare firades detta på många olika sätt. Stadsvapnet är en blå- och silverfärgad sköld med tre silverstjärnor och två stående fiskar, vilket vittnar om fiskets betydelse för Lysekils utveckling. Två av stjärnorna symboliserar Henrik Gyllenstierna respektive Olof Strömstierna och den tredje stjärnan är Lysekils egen.

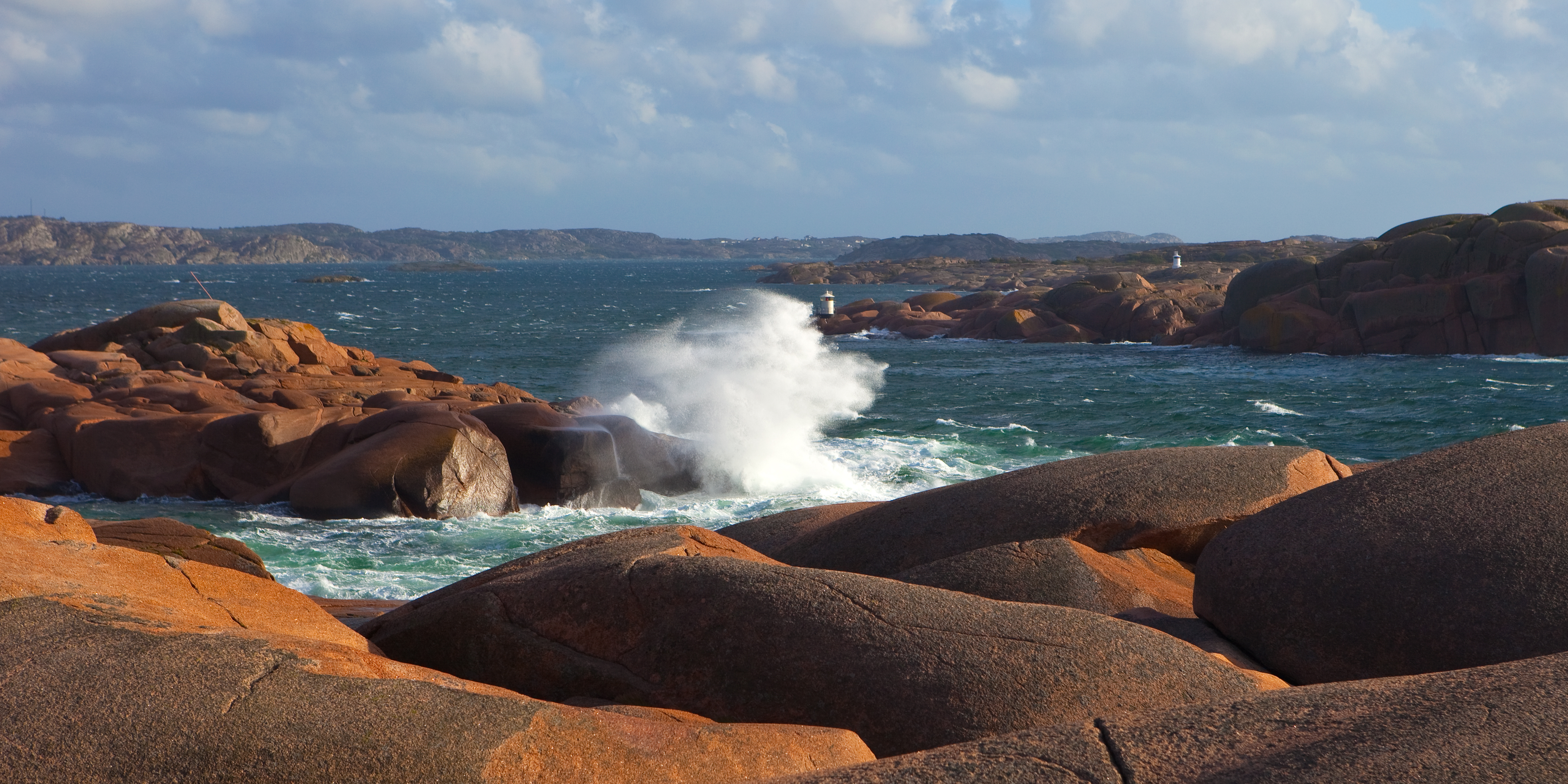
Stångehuvuds naturreservat.

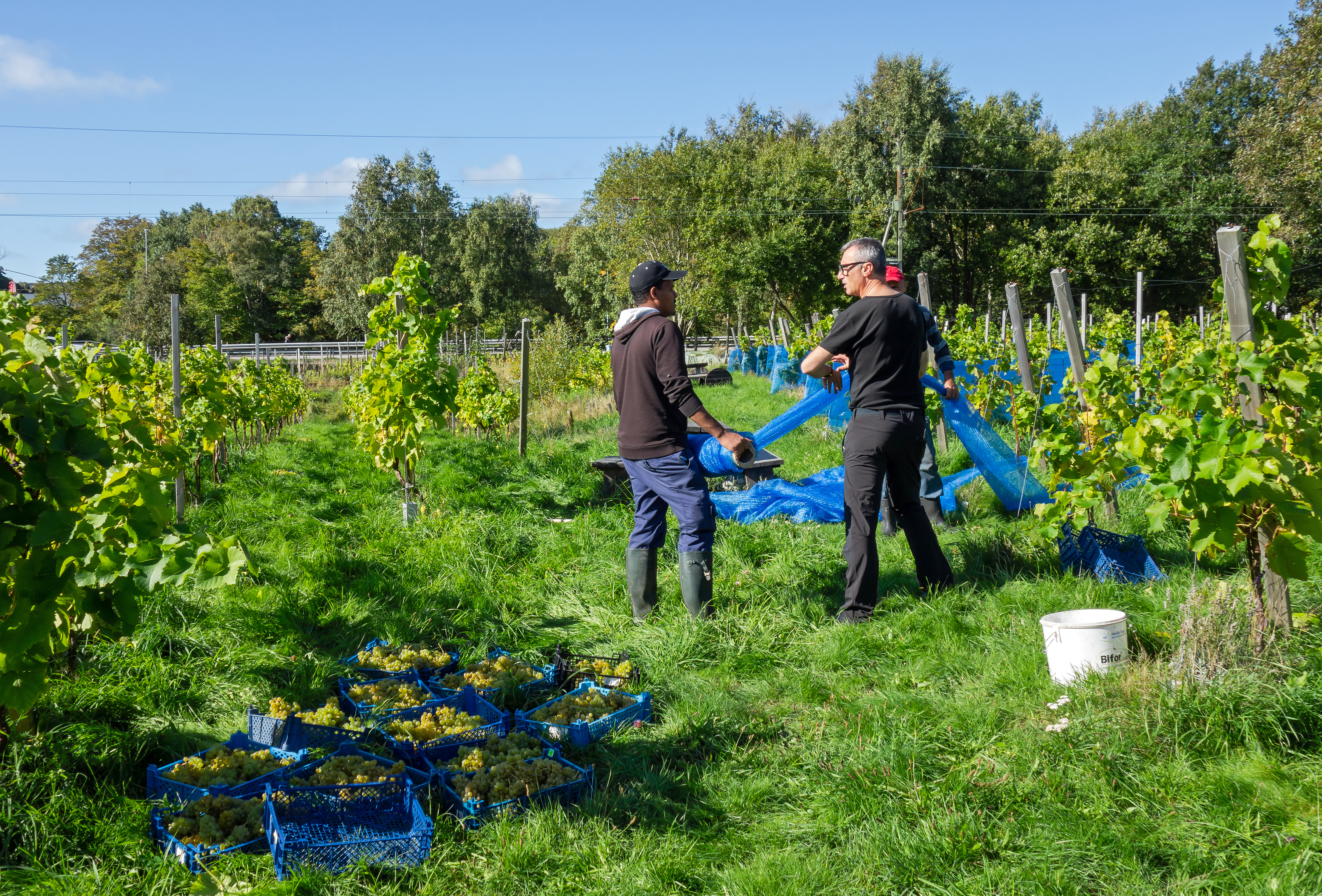
Skördetid på Chateaux Luna vingård

I Lysekil tillverkade Lysekils Mekaniska Verkstad under många år Skandiamotorn. Från 1920-talet hade PLM tillverkning i Lysekil och under andra världskriget var Lysekil inblandat i export av kullager till England i Operation Bridford eller "The ball bearing run". Med hjälp av snabbgående kanonbåtar, "Blockade runners", kunde engelsmännen nattetid bryta igenom den tyska Skagerackspärren under hösten och vintern 1943–44, och bland annat frakta kullager från de norska kvarstadsbåtar som blivit inspärrade i Sverige, över till Kingston upon Hull i England. Trafiken återupptogs under hösten och vintern 1944–45 men då med inriktning att ge förnödenheter och ammunition från England via Lysekil till danska motståndsrörelsen.
1975 invigdes raffinaderiet Scanraff som blivit en viktig industri för Lysekil. Sedan 2003 heter det Preemraff Lysekil.

### Administrativa tillhörigheter
Lysekil låg i Lyse socken/Lysekils socken och fick 1836 rättigheter som friköping och som vid kommunreformen 1862 ombildades till en köpingskommun, Lysekils köping. Denna ombildades 1903 till Lysekils stad som 1931 inkorporerade området Slätten från Lyse socken samtidigt som Slättens municipalsamhälle i Lyse landskommun upplöstes. 1971 uppgick i Lysekil i Lysekils kommun där orten sedan dess är centralort. I kyrkligt hänseende har Lysekil sedan 1700 hört till Lysekils församling. Orten ingick till 1903 i tingslag enligt Stångenäs härad, därefter till 1938 i domkretsen för Lysekils rådhusrätt och därefter till 1971 i Sunnervikens tingslag. Sedan 1971 ingår orten i Uddevalla tingsrätts domsaga.

### Befolkningsutveckling
| Befolkningsutvecklingen i Lysekil 1960–2020 | Befolkningsutvecklingen i Lysekil 1960–2020 | Befolkningsutvecklingen i Lysekil 1960–2020 | Befolkningsutvecklingen i Lysekil 1960–2020 | Befolkningsutvecklingen i Lysekil 1960–2020 |
| ------------------------------------------- | ------------------------------------------- | ------------------------------------------- | ------------------------------------------- | ------------------------------------------- |
|                                             |                                             |                                             |                                             |                                             |
| År                                          |                                             |                                             | Folkmängd                                   | Areal (ha)                                  |
| 1960                                        | 1960                                        |                                             | 5 969                                       |                                             |
| 1965                                        | 1965                                        |                                             | 6 434                                       |                                             |
| 1970                                        | 1970                                        |                                             | 6 783                                       |                                             |
| 1975                                        | 1975                                        |                                             | 7 815                                       |                                             |
| 1980                                        | 1980                                        |                                             | 7 674                                       |                                             |
| 1990                                        | 1990                                        |                                             | 7 854                                       | 336                                         |
| 1995                                        | 1995                                        |                                             | 8 010                                       | 356                                         |
| 2000                                        | 2000                                        |                                             | 7 582                                       | 361                                         |
| 2005                                        | 2005                                        |                                             | 7 568                                       | 363                                         |
| 2010                                        | 2010                                        |                                             | 7 628                                       | 375                                         |
| 2015                                        | 2015                                        |                                             | 7 734                                       | 471                                         |
| 2020                                        | 2020                                        |                                             | 7 728                                       | 482                                         |
|                                             |                                             |                                             |                                             |                                             |

## Geografi
Lysekil är beläget längst ut på Stångenäset, beläget mellan Gullmarsfjorden och Åbyfjorden. Att fiskeläget som kom att bli stad är beläget här är ingen slump, platsen gav fiskeläget utmärkt tillgång till den ekonomiskt viktiga sillen i ytterskärgården och Skagerrak. Näsets längd gjorde så att Lysekil fick tillgång till alla de fördelar som fanns med att kunna snabbt komma ut i och bortom skärgården för att fiska, som i fiskelägena på öarna Stora Kornö och Malmön, och undvek samtidigt nackdelarna med att inte ha en fast landförbindelse. Staden är inbäddad mellan och omkring diverse berg vid Stångenäsets spets. I mitten av staden ligger en höjd vid namn Kyrkberget, som bland annat Lysekils kyrka är belägen på. Bebyggelsen har spridit sig från Norra Hamnen, och stadskärnan har förflyttats flera gånger under århundradena. De två största hamnarna är Södra hamnen och Norra hamnen. Södra hamnen används idag främst som gästhamn och som hamn för större fartyg, medan Norra hamnen istället tillgodoser fritidsbåtar. Norra Hamnen är den äldsta stadsdelen i Lysekil, men har under senare år gått från ett industriområde till ett bostadsområde, med restauranger, badplatser och en strandpromenad.
Längst ut på näset ligger naturreservatet Stångehuvud. Det räddades av Calla Curman (1850–1935), som köpte upp större delen av det nuvarande reservatet mellan 1916 och 1920, för att rädda granithällarna från att bli avverkade av stenhuggare. År 1925 överlämnade hon marken till Kungliga Vetenskapsakademien, och inrättade Carl och Calla Curmans stiftelse. Det har sedan 1982 varit ett naturreservat. Graniten bildades för cirka 920 miljoner år sedan, och i närmare 50 år bröts granit i delar av Stångehuvud fram till Calla Curmans uppköp. Intill naturreservatet ligger även Pinnevik, en populär badstrand.

## Kända personer bosatta eller uppväxta i Lysekil
- Allan Hellman, grundare av RFSL och Hellmans Drengar, först med att öppet berätta om sin homosexualitet i media[33]
- Jonas Berggren, artist (Ace of Base)[34]
- Ingmar Bergström, professor i atomfysik, författare[35]
- Nathalie Djurberg, konstnär[36]
- Anna Charlotta Gunnarson, journalist, författare och dramatiker[37]
- Göran K Hansson, medicinprofessor, Nobelkommitténs sekreterare[38]
- Hugo Hasslo, operasångare[39]
- Mustafa "Musse" Mohamed, friidrottare (löpare)[40]
- Leif Wikström, olympisk mästare i segling (Melbourne 1956)[41]
- Harry Macfie, författare och pälsjägare[42]
- Richard Vakil, konstnär och författare[43]
- Viktor Kilbo, digital konstnär, animatör och visuell ledare[44]
- Sten Wiking,författare,poet,kritiker.

## Övrigt
- 1994 års julkalender, Håll huvet kallt, utspelar sig i Lysekil.
- Filmen Dykaren[45] från 2000 har ett antal scener som är inspelade i Lysekil.
- Pissekuren i Lysekil är den enda toaletten i världen som förklarats som ett byggnadsminne. Pissoaren i Norra hamnen tillverkades 1926 av gjutjärn och är den enda som finns kvar intakt i Sverige. Den är så unik att det till och med skrevs en bok om den år 2000.[46]
- I Lysekil finns det stora akvariet Havets Hus och Vikarvets museum.
- I norra delen av Lysekil ligger en av Sveriges få vingårdar, Chateaux Luna, där eget vin produceras lokalt.[47]